# 寿春郡
寿春郡，中国唐朝时设置的郡。
唐玄宗天宝元年（742年），改寿州置寿春郡。治所在寿春县（今安徽省寿县）。下辖寿春县、安丰县（今安徽省寿县戈店乡故安丰城）、盛唐县（今安徽省六安市）、霍山县（今安徽省六安市青山乡）、霍丘县（今安徽省霍邱县）。唐肃宗乾元元年（758年）复改为寿州。
唐朝寿春郡太守
- 郭敬之（天宝初年）
- 李容成（天宝年间）
- 韦斌（750年—753年）
- 李峒（753年—754年）